# Stigmella magdalenae
Stigmella magdalenae là một loài bướm đêm thuộc họ Nepticulidae. Nó được tìm thấy ở Scandinavia và Phần Lan tot Pyrenees, Ý và Bulgaria, và from Ireland to central Nga và Ukraina.

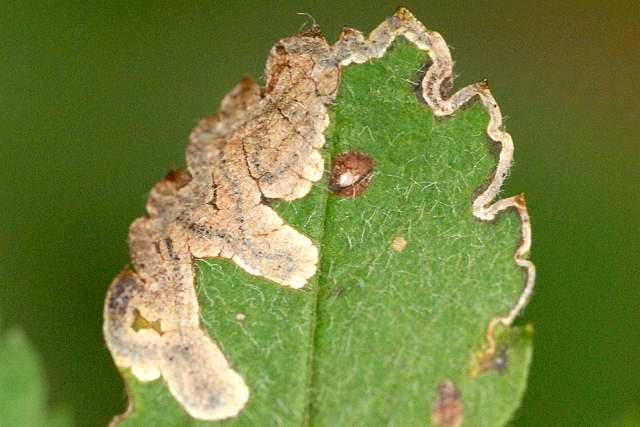
Stigmella magdalenae mine

Sải cánh dài 4–5 mm. Con trưởng thành bay vào tháng 7.
Ấu trùng ăn Amelanchier ovalis, Amelanchier spicata, Cotoneaster integerrimus, Malus sylvestris, Sorbus aucuparia và Sorbus torminalis. Chúng ăn lá nơi chúng làm tổ. 